# Национальный археологический институт и музей (София)
Национальный археологический институт и музей (болг. Национален археологически институт с музей, НАИМ) — научно-исследовательский институт в Софии, входит в структуру Болгарской академии наук. Основан в 1948 году в результате слияния двух организаций — Археологического института и Археологического музея. Музей существовал с 1892 года и является старейшим археологическим музеем страны.
Музей НАИМ расположен в помещении бывшей Большой мечети (Буюк-джамия, завершена в 1474 году, к моменту воссоздания болгарской государственности здание было заброшено) на улице Соборной.
Институт занимается археологическими исследованиями на территории Болгарии. В нём работает 67 учёных (по состоянию на 2012 год). Музей обладает одной из богатейших коллекций на Балканах, включая всемирно знаменитые клады фракийской эпохи из Панагюрище и Вылчитран.

## Научные подразделения НАИМ
- Отдел древней истории
- Отдел фракийской археологии
- Отдел античной археологии
- Отдел средневековой археологии
- Отдел нумизматики и эпиграфики
- Проблемная группа по междисциплинарным исследованиям
- Филиал в Шумене
- Филиал в Велико-Тырново
- Археологический музей
  - Отдел экспозиции
  - Отдел фондов